# Mikulich Tibor
Mikulich Tibor (Csanádpalota, 1914. május 24. – Budapest, 1960. október 6.) páncélos főhadnagy, a Bajcsy-Zsilinszky Endre és Kiss János altábornagy vezetésével szervezkedő nyilas- és németellenes Magyar Nemzeti Felkelés Felszabadító Bizottsága elárulója 1944 novemberében.

## A háborúban

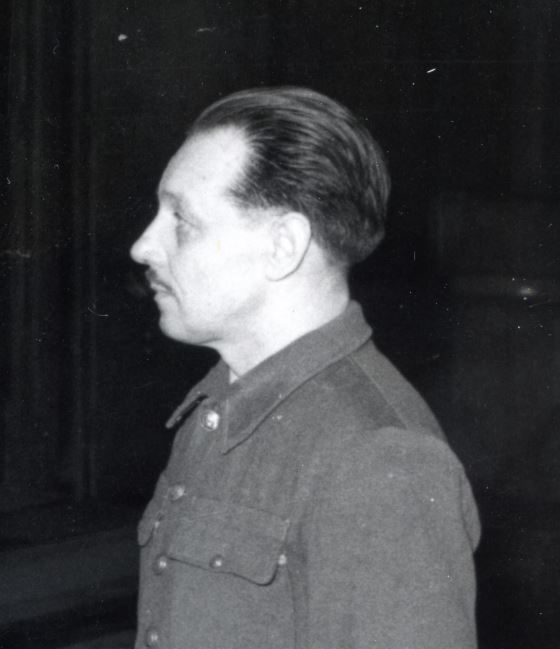
Mikulich a tárgyalásán.

Mikulich Tibor 1941 májusáig a 6. gk. lövész zászlóaljnál teljesített szolgálatot Kassán és Ungváron. 1941 májusában áthelyezték a 25. honvéd zászlóaljhoz Alsóvereckére. Itt idegösszeroppanást kapott, kórházba került, majd leszerelték. 1942 augusztusában újból behívták katonai szolgálatra, majd 5 hónapi tanfolyam után a 3. hk. ezred műhelyszázadához osztották be. 1944 januárjában az 5. gk. lövész zászlóaljhoz helyezték át szakaszparancsnokként. 1944 májusában hadműveleti területre vezényelték, ahol május 28-án megsebesült. A debreceni klinikán történt gyógykezelést követően 1944 júniusában átvette a budapesti II. helyőrségi kórház, majd házi kezelésre Kézdivásárhelyre került családjához. Ezek után egy hajdúszoboszlói gyógyfürdő után visszakerült 1944. szeptember elején Budapestre a helyőrségi kórházba. A páncélos hadtestnél is szolgált, ahol főhadnagy lett.
1944. október elején a II. helyőrségi kórházban találkozott először Fodor Károly lövész századossal. Egy, a Hungária Szállodában történt megbeszélésen tájékoztatta Fodor arról, hogy van egy tiszti mozgalom, amelynek Fodor is tagja és terveznek egy lőszerszállítmány elleni támadást, a lőszerek megszerzését. Mikulich vállalta, hogy sofőr lesz és defektet színlelve megszerzik a szállítmányt. Kapcsolatba került Latorczay Lőrinc ezredessel, Poroszlay Jenő alezredessel is, akik felettesei voltak. 1944 októberében egy családtagja (felesége húgának vőlegénye), Mester Iván tudomására hozta, hogy a nyilasok tudnak a szervezkedésről. Ezt követően többször behívták különféle helyszínekre, hogy kihallgassák (HM Színház utcai épülete, Böszörményi úti csendőr laktanya) és megszerezzék tőle Fodor Károly lakcímét és telefonszámát, amit nem adott ki. Erről tájékoztatta a Rózsadomb Kávéházban Fodort, akivel ezek után megszakította a kapcsolatot. 1944. november első napjaiban találkozott először a Kiss János-féle szervezkedéssel. A szervezkedők Nagy Jenő vezérkari ezredessel való jó kapcsolata miatt nem gyanakodtak rá, pedig Mikulich első dolga volt, hogy felkereste Radó Endre csendőr századost, a Nemzeti Számonkérő Szék nyomozó alosztályának parancsnokát, aki arra biztatta, hogy továbbra is járjon el az összejövetelekre és informálja őt minden fontos részletről. A szervezkedők annyira megbíztak Mikulichban, hogy megbízták fegyverek szerzésével a mozgalom számára. Időközben azonban Radó közbelépett és az éppen ülésező (Andrássy út 29., Tarcsay lakása, 1944. november 22-e 17 óra) szervezkedőkön rajtaütött. Széchényi Pál zászlós és Messik János hadnagy megkísérelték kiszabadítani a fogságba esetteket, de a csendőrökkel vívott tűzharcban életüket vesztették. Ezt követően a Dominich Vilmos vezette hadbíróság a főszervezőket halálra ítélte és Kiss János altábornagyot, Nagy Jenő ezredest, valamint Tartsay Vilmos századost Budapesten, Bajcsy-Zsilinszky Endrét pedig Sopronkőhidán felakasztották. Almásy Pál alezredest 15, míg Révay Kálmánt és Makay Miklóst 10-10 évi fegyházra ítélték.

## A háború után
Mikulich tette hosszú ideig nem került nyilvánosságra. 1945. január 28-án ezrede visszavonulási parancsot kapott a Várba, amelyet nem teljesített, 29-én fogságba jelentkezett. Először a váci fogolytáborba, majd Jászberénybe, onnan a ceglédi kórházba került. 1945. május végén szabadult, majd Budapestre ment családjához, egyetemre járt, és 1945. december végén családja kérésére visszament Romániába, Kézdivásárhelyre. Egyes elképzelések szerint Radó Endre – 1946-os elfogása után – vallomásában beárulta Mikulichot, aki akkor már Romániában élt. Székelykeresztúron patikusként kezdett dolgozni, majd amikor a román hatóságok felismerték és el akarták fogni, 1947-ben eltűnt. Csak 1958-ban jöttek rá hollétére, közokirat-hamisításon érték és elfogták, addig egy Imecs Judit nevű nő rejtegette. Ez utóbbi feltevésnek ellentmondani látszik, hogy 1958. június 11-én, saját lakhelyén (Székelykeresztúr, Groza u. 11.) fogták el, vagyis nem valószínű a bujkálás. Elfogása előtt - állítólag - megpróbálta megmérgezni magát, de ezt sikerült megakadályozni. Ebben az időben kezdődött Budapesten egy titkos nyomozás volt csendőrökkel kapcsolatban. A magyar hatóságok megtudták, hogy Mikulichot a román belügyi szervek tartják fogva és kikérték. Az átadásra 1959. január 26-án 14 órakor került sor a biharkeresztesi határpontnál. Mikulich rejtegetése vádjával később öt erdélyi személyt is börtönbüntetésre ítéltek. Mikulichot egy titokban tartott per után kötél általi halálra ítélték és 1960. október 6-án kivégezték.